# Outillage électroportatif

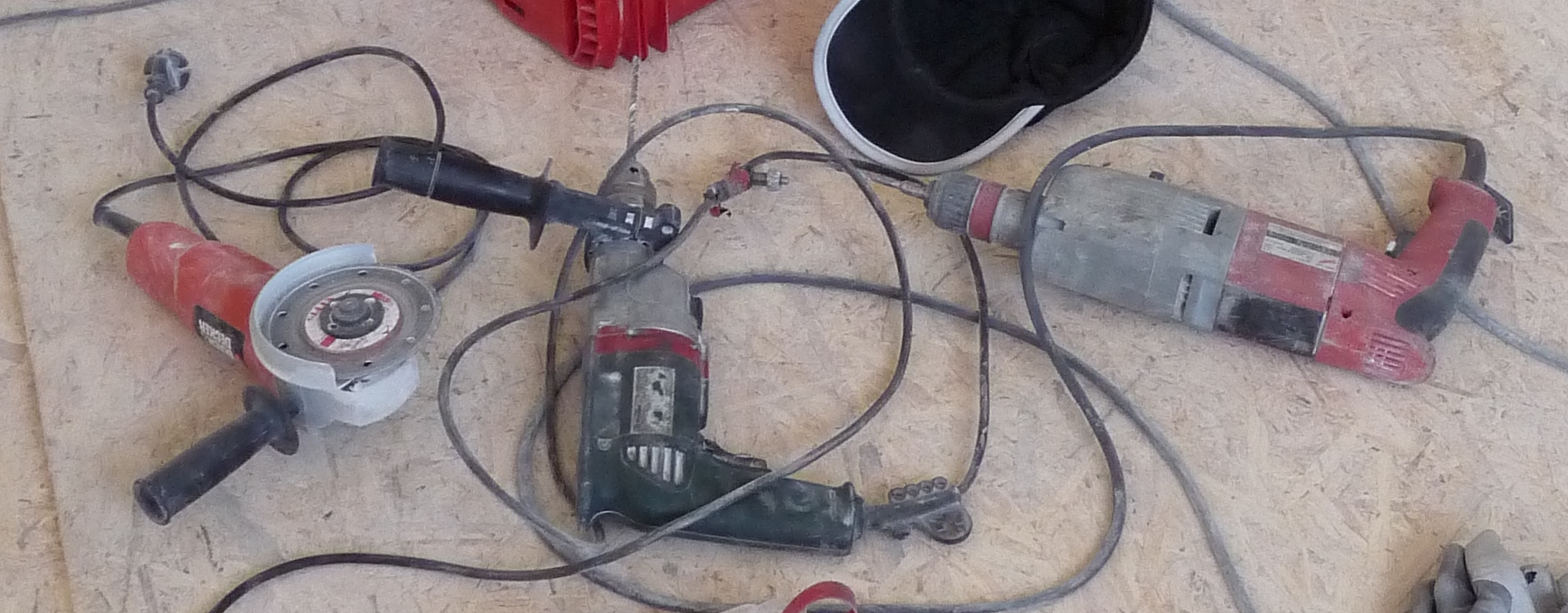
Exemple de 3 outils électroportatifs communément utilisés sur un chantier. (note: ils sont tous à fil). De gauche à droite: une disqueuse, une perceuse, un perforateur.

Catégorie d'outils manuels électriques étant conçues pour être manœuvré et déplacé par une seule personne (voire une seule main). C'est une sous-catégorie d'outil à source d'énergie (en).
Un « outil manuel » ne doit pas être confondue avec d'un outil à main (cad. qui est actionné « à la main »); l'outil manuel s'utilise à la main (cf. définition adjectif manuel) mais peut être actionné par une source d'énergie autre que l'humain (ici un dispositif électrique, souvent un moteur).
Avec l'évolution rapide des batteries (rapport croissant : capacité / poids  (mesuré en Ah/Kg) ) et de les rendements croissant des petits moteurs électrique (cf. moteur brushless), la tendance est à l'utilisation du « sans fil » : plus besoin de source d'électricité proche de la zone de travail et de manutention de câble à chaque déplacement de la zone de travail.

## Liste d'outils électroportatifs
Ci-dessous, une liste d'outils électroportatif non exhaustive:
- Boulonneuse
- Décapeur thermique
- Disqueuse
- Perceuse
- Perforateur
- Pistolet à colle chaude
- Ponceuse
- Poste à souder
- Rainureuse
- Scie sabre
- Scie sauteuse
- Visseuse